# مقاطعة نيو كاسل (ديلاوير)
مقاطعة نيو كاسل (بالإنجليزية: New Castle County, Delaware)‏ هي إحدى مقاطعات ولاية ديلاوير في الولايات المتحدة. تأسست سنة 1637، بلغ عدد سكانها 541971 نسمة في عام 2010 حسب إحصاء مكتب تعداد الولايات المتحدة وتصل الكثافة السكانية فيها 488.1 نسمة/كم2.

## أعلام
- أرشيبالد الكسندر
- ألفرد شاندلر جونيور
- تشارلز توماس
- صموئيل ديفيز
- جون كلارك

## وصلات خارجية
- http://www.nccde.org
- United States Counties

قالب:مقاطعات ديلاوير